# Gary Rhine
Gary Rhine (* 26. Juni 1951 in San Francisco; † 9. Januar 2006 in Lancaster (Kalifornien)) war ein US-amerikanischer Filmemacher, Produzent und Drehbuchautor. Er starb bei einem Flugzeugabsturz und hinterließ 3 Töchter.

## Filmografie
Produktion
- 1992: Wiping the Tears of Seven Generations (auch Produktion, Drehbuch und Schnitt)
- 1994: The Peyote Road (auch Regie)
- 1995: The Red Road to Sobriety (auch Produktion, Drehbuch und Schnitt)
- 1996: Follow Me Home
- 1996: Your Humble Serpent (auch Produktion, Drehbuch und Schnitt)
- 2002: Running on Indian Time